# Сундошур
Сундошу́р (рос. Сундошур) — присілок в Ігринському районі Удмуртії, Росія.

## Населення
Населення — 187 осіб (2010; 179 в 2002).
Національний склад станом на 2002 рік:
- удмурти — 76 %

## Урбаноніми[3]
- вулиці — Садова, Трактова